# Барніц (Німеччина)
Барніц (нім. Barnitz) — громада в Німеччині, розташована в землі Шлезвіг-Гольштейн. Входить до складу району Штормарн. Складова частина об'єднання громад Нордштормарн.
Площа — 11,80 км2. Населення становить 858 ос. (станом на 31 грудня 2020).

## Галерея

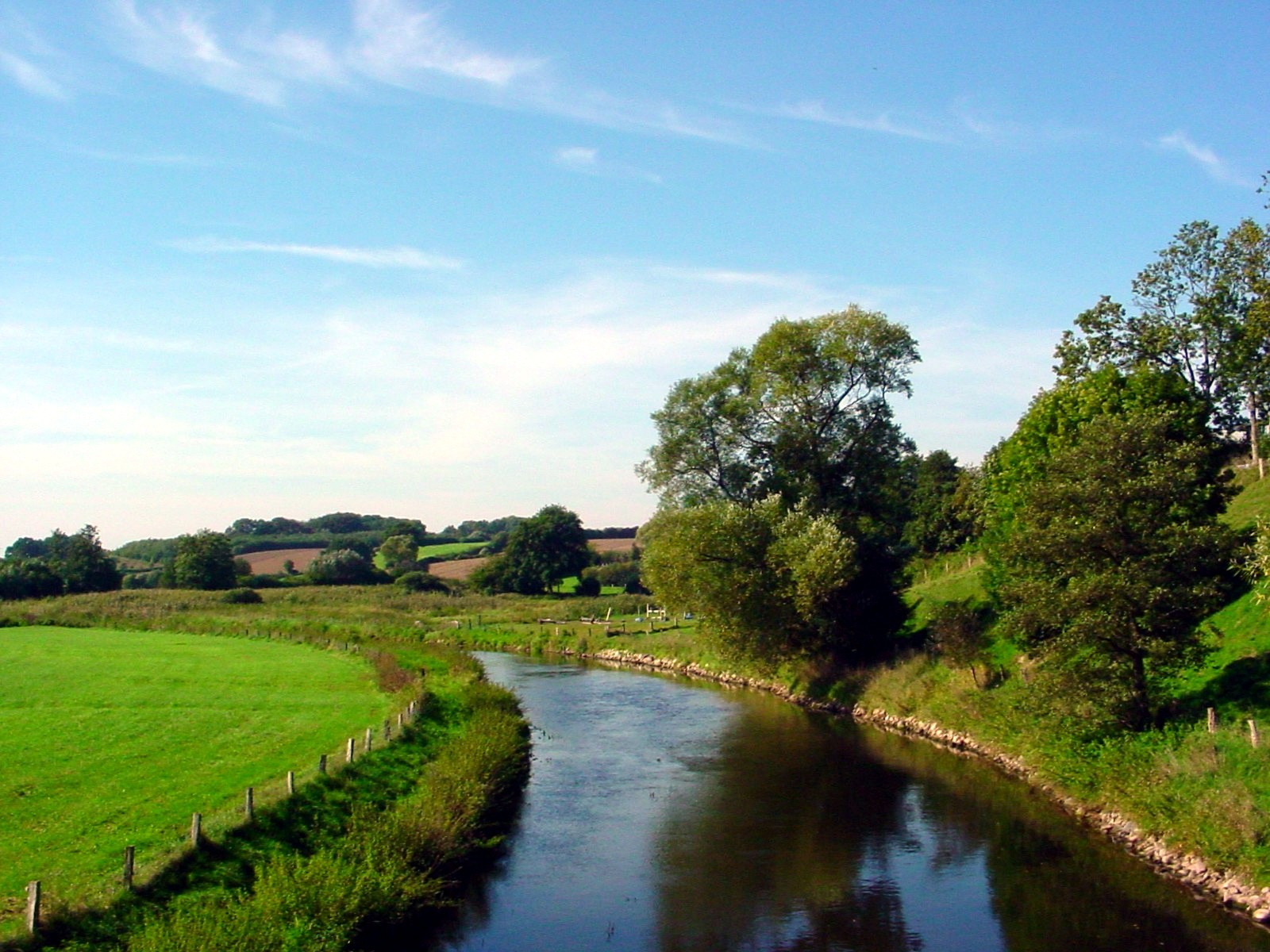